# Adil Tahif
Adil Tahif (Casablanca, 24 de fevereiro de 2001) é um futebolista marroquino que atua como zagueiro. Atualmente joga pelo RS Berkane.

## Carreira
Adil Tahif nasceu em Casablanca, no Marrocos, e ingressou na MVI Academy ainda jovem. No radar de vários clubes europeus, ingressou no CD Leganés em 2019 e estreou-se pela equipa reserva no 18 de outubro de 2020 durante uma vitória por 2-1 sobre o Móstoles CF. Ele jogou quinze partidas e marcou dois gols durante a temporada 2020-2021. Em 28 de agosto de 2021, inscreveu-se gratuitamente no SCC Mohammedia, clube que joga no Botola Pro. No dia 28 de setembro de 2021, disputou sua primeira partida profissional, sendo titular contra o Rapide Oued Zem (empate em 0 a 0). No dia 25 de fevereiro de 2022, marcou seu primeiro gol no campeonato marroquino contra o mesmo adversário (vitória, 4 a 1). Ele termina a temporada 2021-22 em décimo primeiro lugar na classificação do campeonato. Uma temporada depois, em 9 de setembro de 2022, assinou contrato de duas temporadas com o RS Berkane. Em 18 de setembro de 2022, ele disputou sua primeira partida pelo Berkane contra o Olympique de Safi e ao mesmo tempo marcou seu primeiro gol da temporada (derrota, 1-2).

## Títulos
Marrocos sub-23
- Jogos Olímpicos: 2024 (medalha de bronze)